# Föderale Nationale Kulturautonomie der Russlanddeutschen
Die Föderale Nationale Kulturautonomie der Russlanddeutschen (FNKA), auch Föderale national-kulturelle Autonomie genannt (russisch Федеральная национально-культурная автономия российских немцев Federalnaja nazionalno-kulturnaja awtonomija rossijskich nemzew), ist ein russlanddeutscher Interessenverband in Russland.

## Geschichte
Der Verband wurde 1997 auf der Grundlage eines gleichnamigen Gesetzes gegründet. Hauptziel des Verbandes ist die  Rehabilitierung der Russlanddeutschen in Russland. Viktor Baumgärtner, FNKA-Gründer sowie Moskauer Großunternehmer und Politiker, fordert die Wiederherstellung der „historischen Gerechtigkeit“ und der deutschen Autonomie an der Wolga. Gemeinsam mit einigen Gegnern Baumgärtners aus den regionalen Kulturautonomien organisierte Heinrich Martens, Präsident des Internationalen Verbandes der deutschen Kultur im April 2009 einen außerordentlichen Kongress und wurde zum  FNKA-Präsidenten gewählt. Die Rechtmäßigkeit wurde vom Justizministerium anerkannt, der Streit der beiden Verbände jedoch nicht beigelegt. Die FNKA trägt zur Selbstorganisation der deutschen Minderheit in Russland bei.

## Tätigkeitsbereiche der FNKA
Im Informationsportal „rusdeutsch.eu“ des Internationalen Verbandes der deutschen Kultur (IVDK) wird ein Konzept der wichtigsten Tätigkeitsbereiche der FNKA vorgestellt:
- Stärkung des rechtlichen Status der deutschen Minderheit (Fortsetzung der rechtlichen Rehabilitierung der Russlanddeutschen)
- Soziale Arbeit mit der deutschen Bevölkerung (soziale Rehabilitierung der Russlanddeutschen)
- Beratungshilfe für Russlanddeutsche
- Zusammenarbeit mit Staatsorganen und zivilgesellschaftlichen Institutionen der Russischen Föderation
- Sozial-wirtschaftliche Entwicklung der Orte mit kompakter Ansiedlung der Russlanddeutschen
- Tätigkeit des Zentrums der deutschen Kultur
- Erleichterung der Visabeantragung für die Reisen der Russlanddeutschen nach Deutschland